# Lignorelles
Lignorelles é uma comuna francesa na região administrativa de Borgonha-Franco-Condado, no departamento de Yonne. Estende-se por uma área de 11,46 km². Em 2010 a comuna tinha 196 habitantes (densidade: 17,1 hab./km²).